# Liste der Gesundheitsminister Norwegens

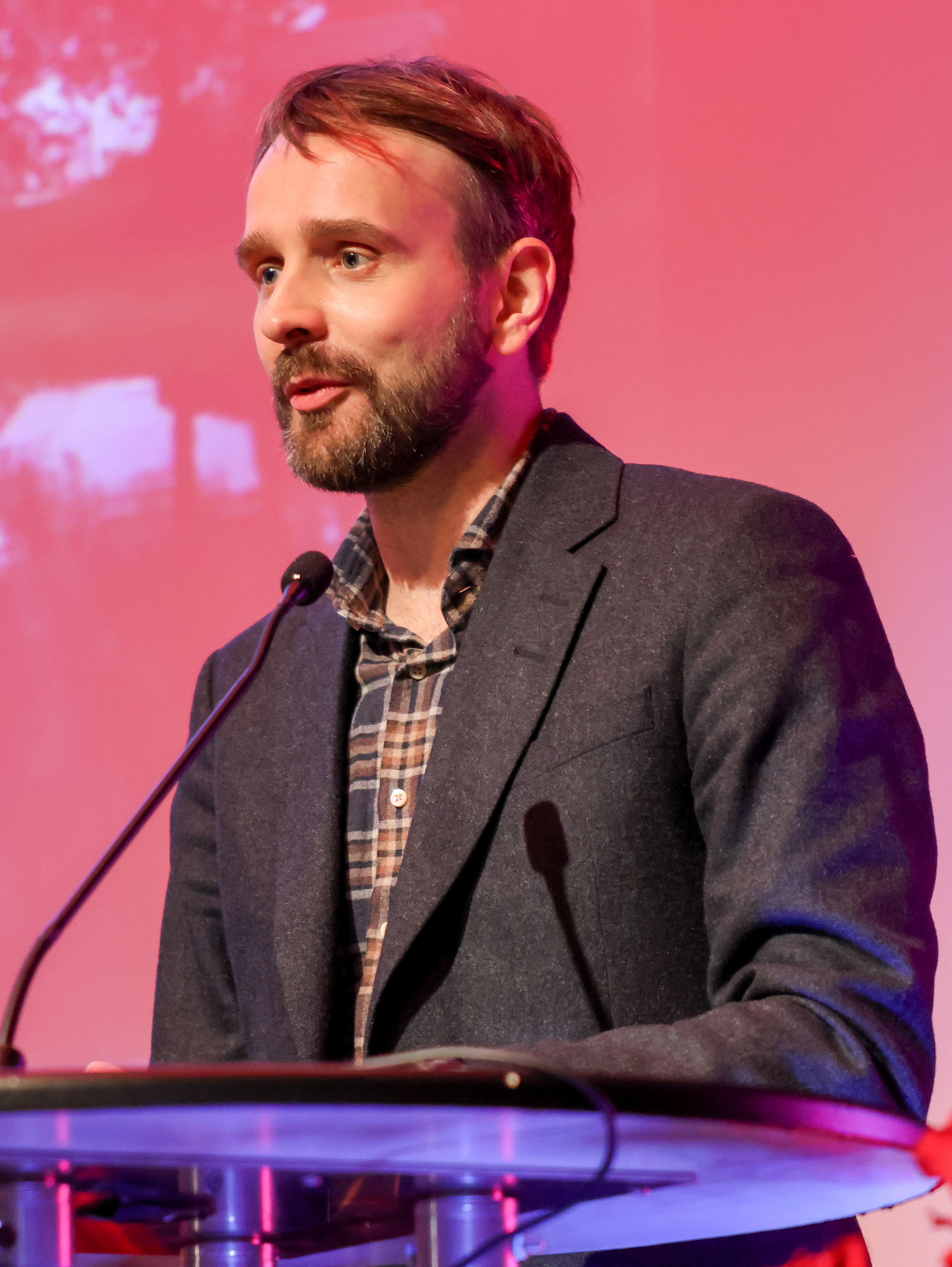
Minister Jan Christian Vestre

Dies ist eine Liste der Gesundheitsminister Norwegens. Gesundheitsminister werden seit 1992 ernannt, seit 2004 gehören sie dem Ministerium für Gesundheit und Pflege (Helse- og omsorgsdepartementet) an. Im Jahr 2018 entstand ein zusätzlicher Ministerposten für Senioren und Volksgesundheit, der 2020 wieder abgeschafft wurde. Seit April 2024 ist Jan Christian Vestre von der Arbeiderpartiet amtierender Minister für Gesundheit und Pflege.

## Liste der Gesundheitsminister
Am 4. September 1992 wurde im ab 1916 bestehenden Sozialministerium (Sosialdepartementet) neben dem Amt des Sozialministers zusätzlich der Posten des Gesundheitsministers geschaffen. Erster Gesundheitsminister wurde der Arbeiderpartiet-Politiker Werner Christie. Im November 1993 wurde das Sozialministerium in Sozial- und Gesundheitsministerium (Sosial- og helsedepartementet) umbenannt. Dort waren weiter zwei Ministerposten angesiedelt. Zum 1. Januar 2002 wurde das Gesundheitsministerium (Helsedepartementet) gegründet.
Das Gesundheitsministerium wurde zum 1. Oktober 2004 in Gesundheits- und Pflegeministerium (Helse- og omsorgsdepartementet) umbenannt. Im Ministerium bestand zwischen Januar 2018 und Januar 2020 ein zweiter Ministerposten. Zu dessen Aufgabenbereichen zählten Senioren und Volksgesundheit.
| Bild      | Minister                  | Amtszeit                           | Partei          | Regierung            | Ministerium         | Anmerkung                       |
| --------- | ------------------------- | ---------------------------------- | --------------- | -------------------- | ------------------- | ------------------------------- |
|           | Werner Christie           | 1992–1993                          | Arbeiderpartiet | Brundtland III       | Sozialministerium   | Gesundheitsminister             |
| 1993–1995 | Werner Christie           | Sozial- und Gesundheitsministerium | Arbeiderpartiet | Brundtland III       | Gesundheitsminister |                                 |
|           | Gudmund Hernes            | Sozial- und Gesundheitsministerium | Arbeiderpartiet | Brundtland III       | 1995–1996           | Gesundheitsminister             |
| 1996–1997 | Gudmund Hernes            | Sozial- und Gesundheitsministerium | Arbeiderpartiet | Jagland              |                     | Gesundheitsminister             |
|           | Dagfinn Høybråten         | Sozial- und Gesundheitsministerium | 1997–2000       | Kristelig Folkeparti | Bondevik I          | Gesundheitsminister             |
|           | Tore Tønne                | Sozial- und Gesundheitsministerium | 2000–2001       | Arbeiderpartiet      | Stoltenberg I       | Gesundheitsminister             |
|           | Dagfinn Høybråten         | Sozial- und Gesundheitsministerium | 2001–2002       | Kristelig Folkeparti | Bondevik II         | Gesundheitsminister             |
| 2002–2004 | Dagfinn Høybråten         | Gesundheitsministerium             |                 | Kristelig Folkeparti | Bondevik II         |                                 |
|           | Ansgar Gabrielsen         | Gesundheitsministerium             | 2004            | Høyre                | Bondevik II         | Gesundheits- und Pflegeminister |
| 2004–2005 | Ansgar Gabrielsen         | Gesundheits- und Pflegeministerium |                 | Høyre                | Bondevik II         |                                 |
|           | Sylvia Brustad            | Gesundheits- und Pflegeministerium | 2005–2008       | Arbeiderpartiet      | Stoltenberg II      |                                 |
|           | Bjarne Håkon Hanssen      | Gesundheits- und Pflegeministerium | 2008–2009       | Arbeiderpartiet      | Stoltenberg II      |                                 |
|           | Anne-Grete Strøm-Erichsen | Gesundheits- und Pflegeministerium | 2009–2012       | Arbeiderpartiet      | Stoltenberg II      |                                 |
|           | Jonas Gahr Støre          | Gesundheits- und Pflegeministerium | 2012–2013       | Arbeiderpartiet      | Stoltenberg II      |                                 |
|           | Bent Høie                 | Gesundheits- und Pflegeministerium | 2013–2021       | Høyre                | Solberg             |                                 |
|           | Ingvild Kjerkol           | Gesundheits- und Pflegeministerium | 2021–2024       | Arbeiderpartiet      | Støre               |                                 |
|           | Jan Christian Vestre      | Gesundheits- und Pflegeministerium | 2024–           | Arbeiderpartiet      | Støre               |                                 |

## Liste der Minister für Senioren und Volksgesundheit (2018–2020)
Von Januar 2018 bis Januar 2020 existierte ein zusätzlicher Ministerposten im Ministerium für Gesundheit und Pflege, der die Zuständigkeit für Senioren und Volksgesundheit hatte. Das Amt wurde beim Beitritt der Partei Venstre zur Regierung Solberg geschaffen. Der Posten wurde im Laufe der zwei Jahre von drei Politikern der Fremskrittspartiet (FrP) bekleidet. Als die FrP aus der Regierung Solberg austrat, wurde der Posten wieder abgeschafft und die Zuständigkeitsbereiche erneut dem Gesundheitsminister zugeordnet.
| Bild | Minister       | Amtszeit  | Partei             | Regierung | Ministerium                        |
| ---- | -------------- | --------- | ------------------ | --------- | ---------------------------------- |
|      | Åse Michaelsen | 2018–2019 | Fremskrittspartiet | Solberg   | Gesundheits- und Pflegeministerium |
|      | Sylvi Listhaug | 2019      | Fremskrittspartiet | Solberg   | Gesundheits- und Pflegeministerium |
|      | Terje Søviknes | 2019–2020 | Fremskrittspartiet | Solberg   | Gesundheits- und Pflegeministerium |